# Амати, Джованна
Джова́нна Ама́ти (итал. Giovanna Amati; род. 20 июля 1959 года, Рим, Италия) — итальянская автогонщица, участница чемпионата мира 1992 года Формулы-1. Пятая и на данный момент последняя женщина, принимавшая участие в Гран-при чемпионата мира. Ни в одной из трёх попыток не смогла пробиться на старт. Впоследствии участвовала в различных соревнованиях кузовных автомобилей, также занималась спортивной журналистикой.

## Биография

### Ранние годы
Дочь богатого бизнесмена Джованни Амати. В 15-летнем возрасте она купила себе 500-кубовый мотоцикл, который прятала от родителей два года. Втайне отучилась в гоночной школе вместе со своим приятелем Элио де Анджелисом.
12 февраля 1978 года Амати была похищена группой из трёх бандитов ради выкупа. Возглавлял похитителей Жан Даниэль Нието, и о их взаимоотношениях в ходе похищения ходили противоречивые слухи — то сообщалось что он её изнасиловал, то наоборот, говорилось о существовании между ними романтической связи. Неизвестно, был ли уплачен требуемый выкуп в 800 миллионов лир, но после 75 дней плена Амати вернулась к родителям. Впоследствии Нието был арестован и приговорён к 18 годам тюрьмы. В 1989 году он бежал из мест заключения, в 2010 году после 21 года в бегах был вновь арестован.

### Младшие формулы
В сезоне 1981 года начала выступать в Формуле-Abarth. За четыре года одержала несколько побед, и в сезоне 1985 года перешла в итальянскую Формулу-3. Здесь за два года также несколько раз победила, после чего на сезон 1987 года перемешла в Формулу-3000. За три гонки прошла квалификацию лишь раз, финишировала в середине второго десятка. В сезоне 1988 года дважды финишировала десятой. В сезоне 1989 года выступала в японской Формуле-3000, в сезоне 1990 года вернулась в международный чемпионат — дважды пройденная квалификация и один финиш на 16-м месте. В сезоне 1991 года не прошла квалификацию всего три раза и финишировала более чем в половине гонок, на предпоследнем этапе заняла седьмое место. В конце года при помощи личных договорённостей с Флавио Бриаторе приняла участие на тестах команды Benetton, прошла 30 кругов.

### Формула-1
В январе 1992 года подписала контракт с Brabham на выступления в Формуле-1. Незадолго до этого команда намеревалась посадить в пару к Эрику ван де Поэле японского пилота Акихико Накаю, но получила отказ ФИА — участия в японской Формуле-3000 оказалось недостаточно для получения суперлицензии. Последовавшее объявление о контракте с Амати пресса восприняла как способ привлечь дополнительных спонсоров наличием женщины за рулём. На тренировках Гран-при ЮАР Амати шесть раз разворачивало, а в квалификации она проиграла девять секунд обладателю поула Мэнселлу и четыре — напарнику ван де Поэле, и на старт не попала. Столько же она проиграла и в Мексике, отставание от ван де Поэле, не прошедшего квалификацию, составило 3 секунды. Это двойное непопадание на старт случилось впервые в истории Brabham. В Бразилии Амати отстала более чем на 11 секунд от Мэнселла и почти пять — от напарника. В этот момент прекратились финансовые поступления от спонсоров Амати, и перед следующим этапом она была уволена и заменена на Деймона Хилла.

### Последующая карьера
В первый год после ухода из Brabham Амати выиграла женский чемпионат Европы Суперкубка Порше. В сезонах 1994—1996 годов выступала в Ferrari Challenge, завоевала несколько подиумов, в сезоне 1997 года в гонках не участвовала. В сезоне 1998 года вернулась в Ferrari Challenge, также участвовала в гонках спорткаров ISRS. В том же году приняла участие в некоторых гонках на выносливость: «12 часов Себринга» (напарники Крейг Картер и Энди Петери, сход), «1000 километров Монцы» (напарники Лоик Депайе и Ксавье Помпиду), а также двухчасовая гонка в Ле-Мане (напарники Гвидо Кница и Джованни Гулинелли). В Себринге не смогла финишировать, в Монце — даже стартовать, но в Ле-Мане она финишировала 11-й. В сезоне 1999 года она снова участвовала в ISRS, где стала третьей по итогам чемпионата, и в некоторых других гонках спорткаров. В том же году выступала в показательной картинговой гонке во время этапа CART в Хоумстеде, а также в гонке в Берси в компании с Хербертом, Дуэном, Альборето, Ройтеманом и многими другими.
Помимо гонок, занималась написанием заметок об автоспорте, комментировала гонки на телевидении.

## Результаты в Формуле-1
| Легенда к таблице |                                                                    |
| --- | ------------------------------------------------------------------ |
| В таблице перечислены результаты всех Гран-при Формулы-1, в которых принимал участие гонщик. Строками таблицы являются сезоны, столбцами — этапы чемпионата мира. В каждой клетке указаны сокращённое название этапа и результат, дополнительно обозначенный цветом. Расшифровка обозначений и цветов представлена в нижеследующей таблице. |                                                                    |
| \| Пример \| Описание \| \| ------------ \| ------------------------------------------------------------------ \| \| 1 \| Победитель \| \| 2 \| Второе место \| \| 3 \| Третье место \| \| 5 \| Финишировал, заработав очки \| \| Сход \| Не финишировал, но при этом заработал очки \| \| 12 \| Финишировал, не получив очков \| \| НКЛ \| Финишировал, но не попал в финальную классификацию \| \| 15 \| Участвовал вне зачёта, либо по отдельной классификации \| \| 18 \| Не финишировал, но попал в финальную классификацию \| \| Сход \| Не финишировал \| \| НКВ \| Не прошёл квалификацию \| \| НПКВ \| Не прошёл предквалификацию \| \| ДСК \| Дисквалифицирован \| \| ИСК \| Исключён из протокола соревнований \| \| ТТ \| Заявлен для участия только в тренировках \| \| НС \| Участвовал в квалификации, но не стартовал в гонке \| \| Т \| Травмирован или болен \| \| ОТК \| Отказ от участия \| \| НТР \| Прибыл на соревнования, но на трассу не выезжал \| \| НПР \| Был заявлен в числе участников, но не прибыл к началу соревнований \| \| О \| Соревнования отменены \| \| \| Не участвовал \| \| Поул-позиция \| \| \| Быстрый круг \| \| |                                                                    |
| Пример | Описание                                                           |
| 1 | Победитель                                                         |
| 2 | Второе место                                                       |
| 3 | Третье место                                                       |
| 5 | Финишировал, заработав очки                                        |
| Сход | Не финишировал, но при этом заработал очки                         |
| 12 | Финишировал, не получив очков                                      |
| НКЛ | Финишировал, но не попал в финальную классификацию                 |
| 15 | Участвовал вне зачёта, либо по отдельной классификации             |
| 18 | Не финишировал, но попал в финальную классификацию                 |
| Сход | Не финишировал                                                     |
| НКВ | Не прошёл квалификацию                                             |
| НПКВ | Не прошёл предквалификацию                                         |
| ДСК | Дисквалифицирован                                                  |
| ИСК | Исключён из протокола соревнований                                 |
| ТТ | Заявлен для участия только в тренировках                           |
| НС | Участвовал в квалификации, но не стартовал в гонке                 |
| Т | Травмирован или болен                                              |
| ОТК | Отказ от участия                                                   |
| НТР | Прибыл на соревнования, но на трассу не выезжал                    |
| НПР | Был заявлен в числе участников, но не прибыл к началу соревнований |
| О | Соревнования отменены                                              |
| | Не участвовал                                                      |
| Поул-позиция |                                                                    |
| Быстрый круг |                                                                    |

| Сезон | Команда                   | Шасси         | Двигатель       | Ш | 1       | 2       | 3       | 4   | 5   | 6   | 7   | 8   | 9   | 10  | 11  | 12  | 13  | 14  | 15  | 16  | Место | Очки |
| ----- | ------------------------- | ------------- | --------------- | - | ------- | ------- | ------- | --- | --- | --- | --- | --- | --- | --- | --- | --- | --- | --- | --- | --- | ----- | ---- |
| 1992  | Motor Racing Developments | Brabham BT60B | Judd GV 3,5 V10 | G | ЮАР НКВ | МЕК НКВ | БРА НКВ | ИСП | САН | МОН | КАН | ФРА | ВЕЛ | ГЕР | ВЕН | БЕЛ | ИТА | ПОР | ЯПО | АВС | —     | 0    |